# Galten Kommune
| Strukturdaten       | Strukturdaten       |
| ------------------- | ------------------- |
| Sitz der Verwaltung | Galten              |
| Fläche              | 72,73 km²           |
| Einwohner           | 10.976 (2004)       |
| Kommune seit 2007   | Skanderborg Kommune |

Galten Kommune war bis Dezember 2006 eine dänische Kommune im damaligen Århus Amt im Osten Jütlands. Seit Januar 2007 ist sie zusammen mit der bisherigen Skanderborg Kommune, der Hørning Kommune, der Ry Kommune und dem östlichen Teil des Kirchspiels Voerladegård der Brædstrup Kommune Teil der neuen Skanderborg Kommune.
Galten Kommune entstand im Zuge der dänischen Verwaltungsreform von 1970 und umfasste folgende Sogn:
- Galten Sogn
- Sjelle Sogn
- Skivholme Sogn
- Skovby Sogn
- Skjørring Sogn
- Stjær Sogn
- Storring Sogn